# Liste deutsch-chinesischer Städte- und Gemeindepartnerschaften
Dies ist eine noch unvollständige Liste von Städte- und Gemeindepartnerschaften zwischen Deutschland und China.
| Deutsche Gemeinde        | Bundesland             | Gemeinde (China)                   | chinesische Provinz            | seit                      |
| ------------------------ | ---------------------- | ---------------------------------- | ------------------------------ | ------------------------- |
| Aachen                   | Nordrhein-Westfalen    | Ningbo                             | Zhejiang                       | 1986                      |
| Ansbach                  | Bayern                 | Jingjiang                          | Jiangsu                        | 2004                      |
| Augsburg                 | Bayern                 | Jinan                              | Shandong                       | 2004                      |
| Bad Wildungen            | Hessen                 | Yichun                             | Heilongjiang                   | 1989                      |
| Berlin                   | Berlin                 | Peking                             | (Regierungsunmittelbare Stadt) | 1994                      |
| Bocholt                  | Nordrhein-Westfalen    | Wuxi                               | Jiangsu                        | 1985/2003                 |
| Bochum                   | Nordrhein-Westfalen    | Xuzhou                             | Jiangsu                        | 1994(wirtschaftsbezogen)  |
| Braunschweig             | Niedersachsen          | Zhuhai                             | Guangdong                      | 2011                      |
| Bremen                   | Bremen                 | Dalian                             | Liaoning                       | 1985                      |
| Chemnitz                 | Sachsen                | Taiyuan                            | Shanxi                         | 1999                      |
| Dinkelsbühl              | Bayern                 | Jingjiang                          | Jiangsu                        | 2004                      |
| Dortmund                 | Nordrhein-Westfalen    | Xi’an                              | Shaanxi                        | 1991                      |
| Dresden                  | Sachsen                | Hangzhou                           | Zhejiang                       | 2009                      |
| Düren                    | Nordrhein-Westfalen    | Jinhua                             | Zhejiang                       | 2002                      |
| Düsseldorf               | Nordrhein-Westfalen    | Chongqing                          | (Regierungsunmittelbare Stadt) | 2004                      |
| Erlangen                 | Bayern                 | Shenzhen                           | Guangdong                      | 1997                      |
| Essen                    | Nordrhein-Westfalen    | Changzhou                          | Jiangsu                        | 2015                      |
| Feuchtwangen             | Bayern                 | Jingjiang                          | Jiangsu                        | 2004                      |
| Frankfurt am Main        | Hessen                 | Guangzhou                          | Guangdong                      | 1988                      |
| Fürth                    | Bayern                 | Shenzhen                           | Guangdong                      | 1997                      |
| Gießen                   | Hessen                 | Wenzhou                            | Zhejiang                       | 2011                      |
| Halle (Saale)            | Sachsen-Anhalt         | Jiaxing                            | Zhejiang                       | 2009                      |
| Hamburg                  | Hamburg                | Shanghai                           | (Regierungsunmittelbare Stadt) | 1986                      |
| Hanau                    | Hessen                 | Taizhou                            | Zhejiang                       | 2012                      |
| Herne                    | Nordrhein-Westfalen    | Luzhou                             | Sichuan                        | 2018                      |
| Ingolstadt               | Bayern                 | Foshan                             | Guangdong                      | 2014                      |
| Jülich                   | Nordrhein-Westfalen    | Taicang                            | Jiangsu                        | 2017                      |
| Konstanz                 | Baden-Württemberg      | Suzhou                             | Jiangsu                        | 2007                      |
| Köln                     | Nordrhein-Westfalen    | Peking                             | (Regierungsunmittelbare Stadt) | 1987                      |
| Leipzig                  | Sachsen                | Nanjing                            | Jiangsu                        | 1988                      |
| Leverkusen               | Nordrhein-Westfalen    | Wuxi                               | Jiangsu                        | 2014                      |
| Mannheim                 | Baden-Württemberg      | Qingdao                            | Shandong                       | 2016                      |
| Mannheim                 | Baden-Württemberg      | Zhenjiang                          | Jiangsu                        | 2004                      |
| Marbach am Neckar        | Baden-Württemberg      | Tongling                           | Anhui                          | 2005                      |
| Minden                   | Nordrhein-Westfalen    | Changzhou                          | Jiangsu                        | 2015                      |
| Neubrandenburg           | Mecklenburg-Vorpommern | Yangzhou                           | Jiangsu                        | 1999                      |
| Neuwied                  | Rheinland-Pfalz        | Suqian                             | Jiangsu                        | 2015                      |
| Nürnberg                 | Bayern                 | Shenzhen                           | Guangdong                      | 1997                      |
| Nürnberg                 | Bayern                 | Changping (Stadtbezirk von Peking) | (Regierungsunmittelbare Stadt) | 2006 (Städtefreundschaft) |
| Oldenburg                | Niedersachsen          | Xi’an                              | Shaanxi                        | 2017                      |
| Osnabrück                | Niedersachsen          | Hefei                              | Anhui                          | 2006 (Städtefreundschaft) |
| Passau                   | Bayern                 | Liuzhou                            | Guangxi                        | 1999                      |
| Ratingen                 | Nordrhein-Westfalen    | Wuxi (Huishan)                     | Jiangsu                        | 2007                      |
| Regensburg               | Bayern                 | Qingdao                            | Shandong                       | 2009                      |
| Riesa                    | Sachsen                | Suzhou                             | Jiangsu                        | 1999                      |
| Rinteln                  | Niedersachsen          | Tongnan                            | Chongqing                      | 2019                      |
| Rostock                  | Mecklenburg-Vorpommern | Dalian                             | Liaoning                       | 1988                      |
| Rothenburg ob der Tauber | Bayern                 | Jingjiang                          | Jiangsu                        | 2004                      |
| Sassnitz                 | Mecklenburg-Vorpommern | Huai’an                            | Jiangsu                        | 2007                      |
| Schwabach                | Bayern                 | Shenzhen                           | Guangdong                      | 1997                      |
| Schwarzenbek             | Schleswig-Holstein     | Haimen                             | Jiangsu                        | 2009                      |
| Speyer                   | Rheinland-Pfalz        | Ningde                             | Fujian                         | 2013                      |
| Stralsund                | Mecklenburg-Vorpommern | Huangshan                          | Anhui                          | 2015                      |
| Stuttgart                | Baden-Württemberg      | Nanjing                            | Jiangsu                        | 1995 (Städtefreundschaft) |
| Teltow                   | Brandenburg            | Rudong                             | Jiangsu                        | 2018                      |
| Trier                    | Rheinland-Pfalz        | Xiamen                             | Fujian                         | 2010 (Städtefreundschaft) |
| Troisdorf                | Nordrhein-Westfalen    | Nantong                            | Jiangsu                        | 1997                      |
| Wilhelmshaven            | Niedersachsen          | Qingdao                            | Shandong                       | 1992 (Hafenpartnerschaft) |
| Wolfsburg                | Niedersachsen          | Changchun                          | Jilin                          | 2006 (Städtefreundschaft) |
| Wolfsburg                | Niedersachsen          | Jiading (Stadtbezirk von Shanghai) | (Regierungsunmittelbare Stadt) | 2006 (Städtefreundschaft) |
| Wolfsburg                | Niedersachsen          | Dalian                             | Liaoning                       | 2011 (Städtefreundschaft) |
| Worms                    | Rheinland-Pfalz        | Ningde                             | Fujian                         | 2014                      |
| Würselen                 | Nordrhein-Westfalen    | Ruichang                           | Jiangxi                        | 2011                      |
| Zwickau                  | Sachsen                | Yandu                              | Jiangsu                        | 2014                      |